# Misterios sin resolver (serie de televisión)
Misterios sin resolver (en inglés: Unsolved Mysteries) es una serie de televisión estadounidense, creada por John Cosgrove y Terry Dunn Meurer y conducida por Robert Stack desde 1987 hasta 2002. También fue conducido por Virginia Madsen y Dennis Farina.
El programa fue transmitido primero como una serie de siete especiales presentados por Raymond Burr, Karl Malden y Robert Stack, comenzando en NBC el 20 de enero de 1987, luego como serie regular (1988-1997). Después de nueve temporadas en la cadena, la serie se mudó a CBS para su décima temporada el 13 de noviembre de 1997. Después de agregar a Virginia Madsen como coanfitriona durante la temporada 11, la serie no logró aumentar las índices de audiencia, por lo que CBS canceló la serie después de apenas dos temporadas. Lifetime revivió la serie en el año 2000 con la temporada 12 que fue estrenada el 2 de julio de 2001. Unsolved Mysteries emitió 103 episodios en Lifetime antes de terminar el 20 de septiembre de 2002, un final que coincidió con la enfermedad de Stack y su posterior muerte.
Después de una ausencia de seis años, la serie fue resucitada por Spike TV en 2007 comenzando a emitirse el 13 de octubre de 2008. Esta nueva versión fue presentada por el veterano actor Dennis Farina, quien presentó 175 episodios antes de que la serie fuera nuevamente cancelada el 27 de abril de 2010.
A partir de 2017, el programa se mantiene vigente a través de un canal de YouTube donde los espectadores pueden enviar sus propios misterios. Si es aceptado, Misterios sin resolver pública un video del espectador describiendo su caso.
FilmRise adquirió los derechos mundiales de distribución digital de la serie y anunció su intención de lanzar versiones actualizadas de sus episodios en 2017. Estos programas se transmiten actualmente en Amazon Prime, Tubi y en su propio canal, Pluto TV, en los Estados Unidos y el Reino Unido. Desde febrero de 2017, los episodios de Spike se han publicado oficialmente en YouTube divididos en ocho temporadas. En julio de 2017, la serie comenzó a transmitirse en Hulu en los Estados Unidos. Entre febrero y marzo de 2019, FilmRise comenzó a publicar también en YouTube los episodios presentados por Robert Stack.
El 22 de junio de 2018, Terror Visión Récords lanzó la banda sonora oficial de la serie. En 2017, los creadores del programa expresaron interés en continuar con la serie. El 18 de enero de 2019, Netflix dio vida nuevamente a la serie. La temporada 15 de doce episodios se dividió en dos partes, los primeros seis episodios se estrenaron el 1º de julio de 2020, mientras que el resto se estrenará el 19 de octubre de 2020. En esta nueva versión no hay narrador, para dar más espacio a los testimonios de los familiares y las víctimas, además de que se incluyen casos internacionales.

"Tenemos internacional versus nacional, tenemos rural versus urbano, tenemos diversidad de edad, tenemos diversidad étnica y racial"
Terry Dunn Meurer, productor de la serie.

## Sinopsis
Unsolved Mysteries utiliza un formato de documental de misterios de la vida real. Cuenta con recreaciones de crímenes sin resolver, desapariciones, teorías de la conspiración e inexplicables fenómenos paranormales (abducciones extraterrestres, fantasmas, ovnis y teorías secretas de la historia).

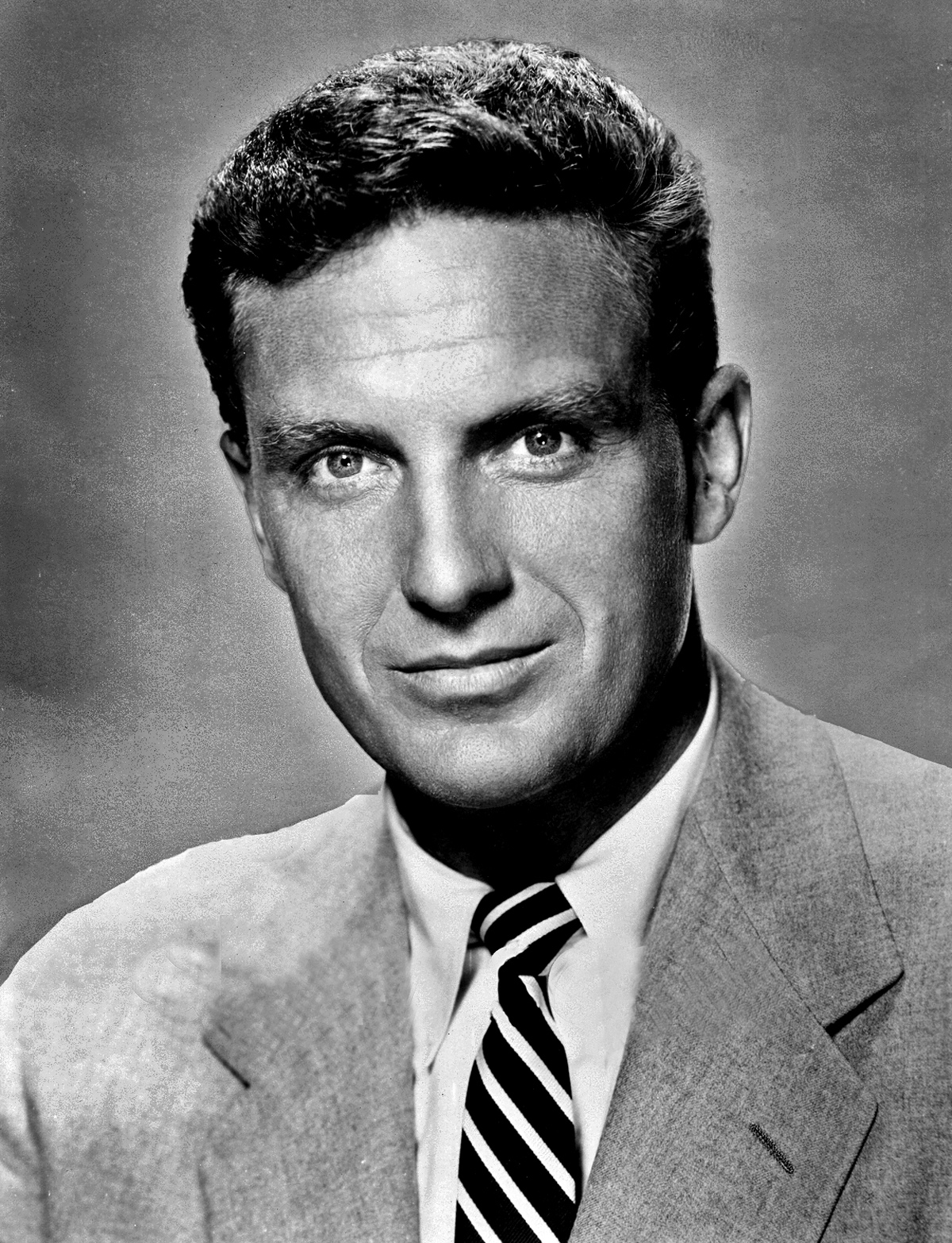
Robert Stack, presentador y narrador hasta el 2002.

El concepto de Unsolved Mysteries fue creado en una serie de tres especiales producidos por John Cosgrove y Terry-Dunn Meurer que fue emitidos por NBC en 1986 en un espacio llamado "Missing... Have You Seen This Person?". El éxito de los tres especiales creados por Cosgrove y Meurer lograron que fuera ampliado el programa para incluir todo tipo de misterios. El piloto de "Unsolved Mysteries" fue un especial que salió al aire en NBC el 20 de enero de 1987 con Raymond Burr como presentador y narrador, el cual fue un éxito. Seis especiales más fueron emitidos, los dos primeros presentados por Karl Malden y los cuatro finales por Robert Stack para el resto de la temporada 1987-1988.

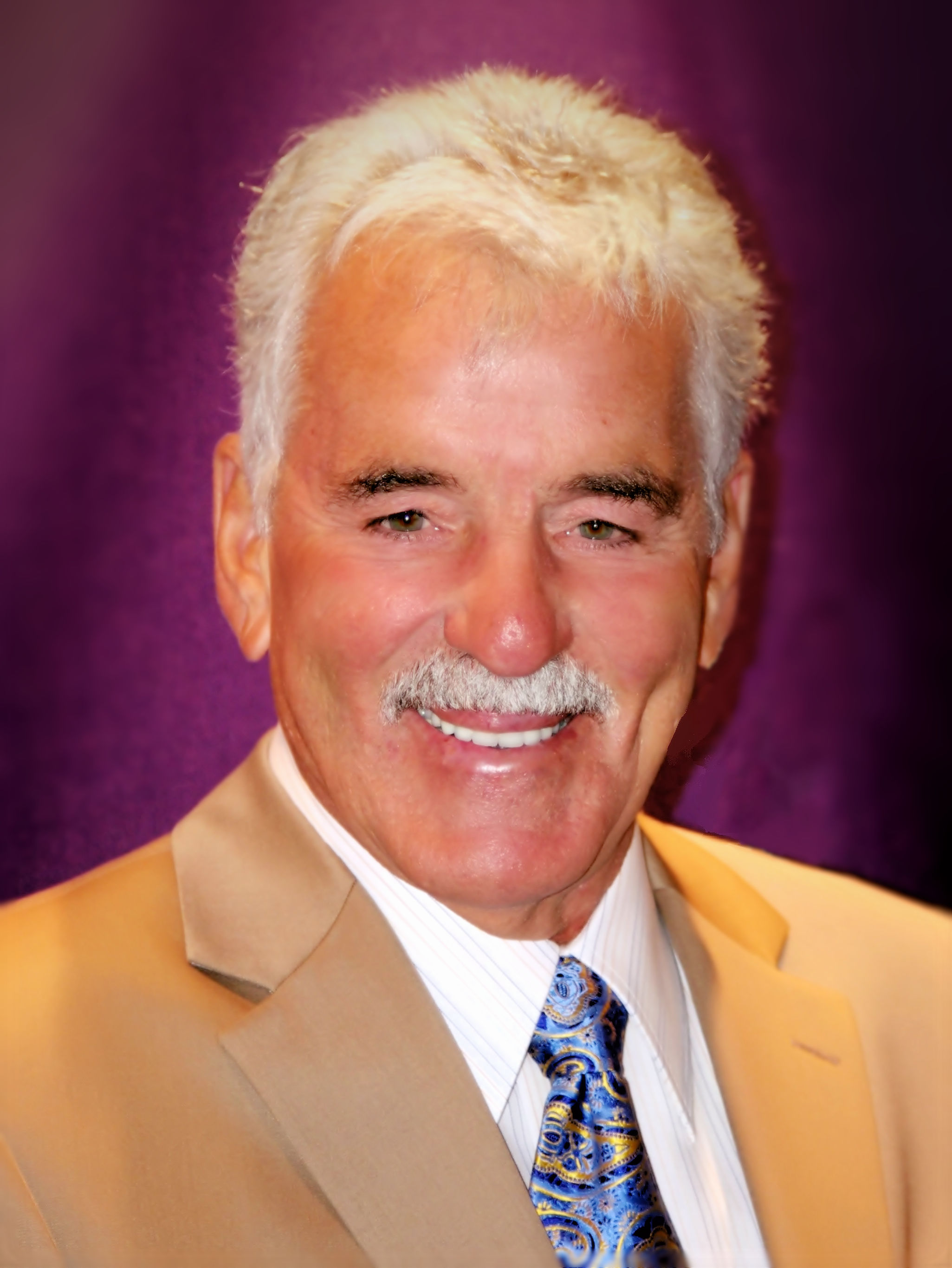
Dennis Farina, narrador.

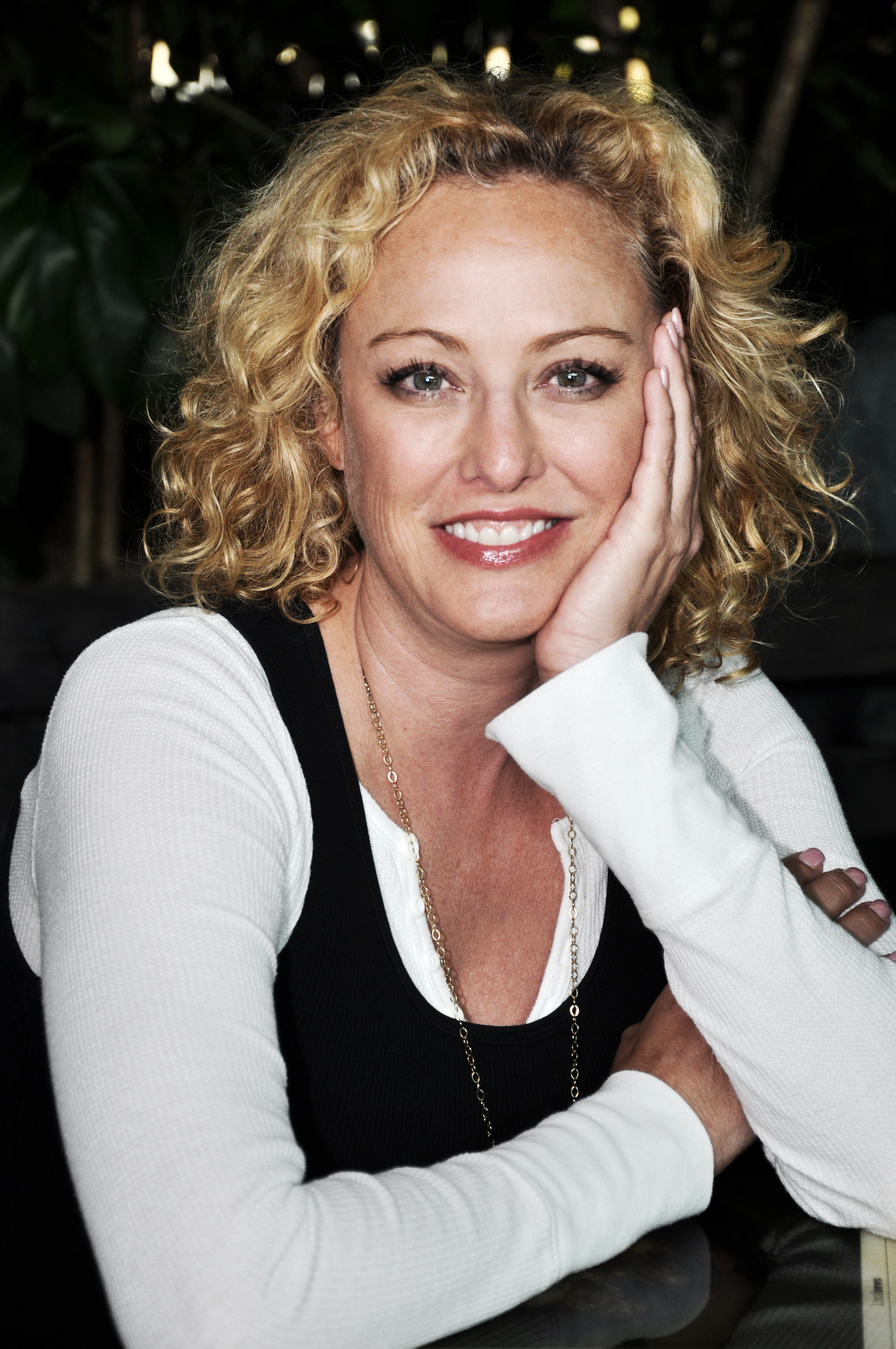
Virginia Madsen, coanfitriona junto a Robert Stack.

En 1988, el show se convirtió en una serie semanal en la cadena NBC. El show perdería parte de su popularidad después de la temporada 1994-1995. Hasta 1997, el programa fue presentado por Stack, y durante su breve emisión en CBS, Stack lo presentó junto con Virginia Madsen. Debido a problemas de salud, Robert Stack dejó la serie en 2002 falleciendo al año siguiente. En 2008, Spike TV renovó la serie siendo conducido por Dennis Farina. Unsolved Mysteries era conocido por su tema principal de carácter misterioso y la música incidental compuesta por Michael Boyd y Gary Remal Malkin. Uno de sus sellos característicos fue la voz y la presencia de Robert Stack, que se convirtió en el icono de la serie. En 2008, el tema y la música utilizada fue transformado al género rock, lo que trajo disgustos entre algunos de sus seguidores.
Los episodios de 1994-1997 incluyeron al periodista Keely Shaye Smith y al presentador de televisión Lu Hanessian como corresponsales en el "telecentro" del programa, donde proporcionaron actualizaciones sobre historias anteriores. Un episodio del 14 de marzo de 1997 incluyó a la periodista Cathy Scott en la recreación del asesinato sin resolver del rapero Tupac Shakur en el 2006. El último segmento original se emitió el 20 de septiembre de 2002.

## Formato
Misterios sin Resolver presenta historias en formato documental, con actores que retratan a las víctimas, los perpetradores y los testigos. En la mayoría de los casos, sin embargo, los miembros de la familia de la víctima y funcionarios reales de policía también se presentaron en los segmentos de entrevistas intercaladas a lo largo de las dramatizaciones. En los episodios anteriores, el siguiente mensaje estaba relacionado con la audiencia al principio del programa:

"Este programa trata de misterios sin resolver. Siempre que es posible, los miembros reales de la familia y los oficiales de policía han participado en la recreación de los eventos. Lo que vas a ver no es una emisión de noticias"

Cada episodio de Misterios no resueltos usualmente presentaba tres o cuatro segmentos, cada uno involucrando una historia diferente. El anfitrión del programa se encargaba de la narración para cada segmento, incluyendo la apertura y el cierre de los mismos. Al final de cada episodio los espectadores son invitados a ayudar dando información que pueda ayudar a resolver los casos. Los medios por los que los espectadores pueden comunicarse son el teléfono, cartas o a través de su sitio web en las transmisiones más recientes.
Los segmentos involucraron eventos reales y generalmente formaban parte de alguna de estas cuatro categorías:
- Casos penales: Relatos de secuestros, muertes sospechosas, homicidio, robo, demandas de inocencia, personas desaparecidas y otros casos varios sin resolver donde los sospechosos eran desconocidos o no podían ser localizados.
- Amores perdidos: Relatos de personas que intentan reunirse con alguien de su pasado; a menudo implican adopción cerrada, personas separadas por las circunstancias o un "buen samaritano" desconocido que salvó la vida de alguien.
- Inexplicado / Historia alternativa: Las teorías alternativas de la historia, incluyendo casos como los de Billy the Kid y Butch Cassidy que supuestamente no murieron como la historia lo registra; que la gran duquesa rusa Anastasia Nikoláyevna de Rusia sobrevivió al regicidio que acabó con su familia en 1918; que el asesinato del senador de Luisiana Huey Long pudo haber sido un accidente; que el Asesinato de Martin Luther King, Jr. fue de hecho una conspiración o que Kurt Cobain pudo haber sido asesinado.
- Asuntos paranormales: Relatos de milagros, supuestos encuentros de Ovni / extraterrestres (incluido el examen del Caso Roswell, el incidente ovni de Luces de Phoenix, el incidente Ola Ovni belga observado por aviones de combate de la OTAN o preguntas científicas sobre la vida en Marte), fantasmas, Pie Grande y otros fenómenos inexplicables.

## Spin-offs
- El 18 de septiembre de 1992, NBC estrenó una serie spin-off de seis episodios de corta duración, presentada por el propio Robert Stack, titulada Final Appeal: From the Files of Unsolved Mysteries.
- El 23 de enero de 1995, NBC emitió una película de horario estelar de dos horas llamada Escape from Terror: The Teresa Stamper Story.
- El 22 de abril de 1996, NBC emitió un especial de películas de horario estelar de dos horas titulado From the Files of Unsolved Mysteries: Voice from the Grave.
- El 28 de abril de 1997, NBC emitió una nueva película de horario estelar llamada From the Files of Unsolved Mysteries: The Sleepwalker Killing.

## Episodios
| Temporada  | Episodios | Emisora  | Emisión original              | Emisión original                |
| Temporada  | Episodios | Emisora  | Inicio de temporada           | Final de temporada              |
| ---------- | --------- | -------- | ----------------------------- | ------------------------------- |
| Especiales | 7         | NBC      | 20 de enero de 1987           | 18 de mayo de 1988              |
| 1          | 28        | NBC      | 5 de octubre de 1988          | 6 de septiembre de 1989         |
| 2          | 30        | NBC      | 20 de septiembre de 1989      | 12 de septiembre de 1990        |
| 3          | 33        | NBC      | 19 de septiembre de 1990      | 11 de septiembre de 1991        |
| 4          | 37        | NBC      | 18 de septiembre de 1991      | 9 de septiembre de 1992         |
| 5          | 35        | NBC      | 16 de septiembre de 1992      | 15 de septiembre de 1993        |
| 6          | 33        | NBC      | 22 de septiembre de 1993      | 18 de septiembre de 1994        |
| 7          | 29        | NBC      | 25 de septiembre de 1994      | 30 de agosto de 1995            |
| 8          | 30        | NBC      | 20 de octubre de 1995         | 13 de septiembre de 1996        |
| 9          | 27        | NBC      | 20 de septiembre de 1996      | 8 de agosto de 1997             |
| 10         | 6         | CBS      | 13 de noviembre de 1997       | 29 de mayo de 1998              |
| 11         | 6         | CBS      | 5 de abril de 1999            | 11 de junio de 1999             |
| 12         | 55        | Lifetime | 2 de julio de 2001            | 29 de abril de 2002             |
| 13         | 48        | Lifetime | 10 de junio de 2002           | 20 de septiembre de 2002        |
| 14         | 175       | Spike TV | 13 de octubre de 2008         | 27 de abril de 2010             |
| 15         | 12        | Netflix  | 1º de julio de 2020 (Parte 1) | 19 de octubre de 2020 (Parte 2) |
| 16         | 9         | Netflix  | 18 de octubre de 2022         | 1 de noviembre de 2022          |
| 17         | 9         | Netflix  | 31 de julio de 2024           | 2 de octubre de 2024            |

## Actores notables
Actores famosos y celebridades han aparecido en el programa, tanto como actores de roles (antes de alcanzar la fama) como también en episodios en los que tenían una conexión con los eventos que se retratan.

### Como actores
En 1992 Unsolved Mysteries se filmó en Texas y se eligió a Matthew McConaughey para interpretar a una víctima de asesinato. Este fue uno de los primeros papeles en pantalla del actor ganador del Oscar. Cheryl Hines, Jennifer G. Roberts, Stephnie Weir, Bill Moseley, Ned Bellamy, Holmes Osborne, Scott Wilkinson y Daniel Dae Kim, David Ramsey y Taran Killam también aparecieron en el programa antes de tener mayor reconocimiento en Hollywood.

### Con alguna conexión con los episodios
- El comediante Blake Clark fue entrevistado en el episodio Comedy Store Ghosts.
- El autor James Ellroy apareció en un episodio buscando al hombre que asesinó a su madre.
- El jugador de fútbol americano Reggie White apareció en un episodio tratando de encontrar a los pirómanos que prendieron fuego a su iglesia.
- El actor Hill Harper apareció en un episodio sobre una mujer en busca de un amigo de la infancia que luego descubrió que era su hermana.
- El músico Henry Rollins y el actor Dennis Cleveland Stewart parecieron encontrar a las personas responsables del asesinato del hijo de Cole, Joseph Dennis Cole.
- El músico Ron Bushy de la banda de rock, Iron Butterfly, apareció en una historia sobre la desaparición de su compañero Philip Taylor Kramer en 1995.
- El músico Jon Bon Jovi fue entrevistado sobre la muerte de la hija de su gerente personal, Katherine Korzilius.

## Exhibición en otros países
Con traducción, fue emitido en España por La 2 de TVE en la década de los 80, y en los 90, Telecinco hizo una versión propia con casos españoles y algunos originales doblados.
Para el mercado de América latina, el programa fue doblado al español por el actor Alberto Pedret, quien puso voz a Robert Stack. También fue transmitida en el canal Fox y en Infinito, en este último con el nombre Misterios no resueltos.
Se exhibió de manera exitosa también en El Salvador (en el Canal 6), Chile (a través de Mega en 1991, 1994 y 1996), Costa Rica, México, República Dominicana (en los años 90 por el canal Rahintel), Ecuador (a través del canal 5 en los años 90 y en el canal 38 en el 2010) y por ATV (Perú) entre 1989 y 1993.

## Banda Sonora
En 2018, Terror Visión Récords llegó a un acuerdo con el creador del programa John Cosgrove para lanzar la partitura oficial del programa en vinilo, Unsolved Mysteries: Ghosts / Hauntings / The Unexplained. El 22 de junio de 2018 se lanzaron dos conjuntos en vinilo de color: el primero, un conjunto de tres vinilos que recopila temas escritos para cada uno de los segmentos. El segundo, una colección de vinilo individual de 34 pistas con los mejores cortes de los primeros tres juegos de vinilo.
Una segunda colección titulada Unsolved Mysteries Volume Two: Bizarre Murders / UFOs / The Unknown se lanzó en diciembre de 2019.